# بي إم دبليو زد 1
بي إم دبليو زد 1 (بالإنجليزية: BMW Z1)‏ هي سيارة من تصنيع شركة بي إم دبليو وتمثل الطراز الأول من سلسلة زد.